# Mistrzostwa Europy w Pływaniu 2002
26. Mistrzostwa Europy w Pływaniu odbyły się w Berlinie (Niemcy), pod patronatem Europejskiej Federacji Pływackiej (LEN – Ligue Européenne de Natation). Trwały od 29 lipca do 4 sierpnia. Oprócz zawodów pływackich na krytym basenie 50-metrowym, zawodnicy rywalizowali w skokach do wody i pływaniu synchronicznym.

## Pływanie

### Mężczyźni
| Konkurencja:        | Złoto:                                                                                        | Czas     | Srebro:                                                                    | Czas     | Brąz:                                                                                   | Czas     |
| Styl dowolny        |                                                                                               |          |                                                                            |          |                                                                                         |          |
| Mężczyźni 50 m      | Bartosz Kizierowski · Polska                                                                  | 22,18    | Lorenzo Vismara · Włochy                                                   | 22,26    | Ołeksandr Wołyniec · Ukraina                                                            | 22,31    |
| Mężczyźni 100 m     | Pieter van den Hoogenband · Holandia                                                          | 47,86    | Aleksandr Popow · Rosja                                                    | 48,94    | Duje Draganja · Chorwacja                                                               | 49,31    |
| Mężczyźni 200 m     | Pieter van den Hoogenband · Holandia                                                          | 1:44,89  | Emiliano Brembilla · Włochy                                                | 1:46,94  | Massimiliano Rosolino · Włochy                                                          | 1:47,98  |
| Mężczyźni 400 m     | Emiliano Brembilla · Włochy                                                                   | 3:46,60  | Massimiliano Rosolino · Włochy                                             | 3:48,70  | Dragoș Coman · Rumunia                                                                  | 3:48,78  |
| Mężczyźni 1,500 m   | Jurij Priłukow · Rosja                                                                        | 15:03,88 | Christian Minotti · Włochy                                                 | 15:04,16 | Ihor Czerwynśkyj · Ukraina                                                              | 15:07,65 |
| Styl grzbietowy     |                                                                                               |          |                                                                            |          |                                                                                         |          |
| Mężczyźni 50 m      | Thomas Rupprath · Niemcy                                                                      | 25,05    | Stev Theloke · Niemcy                                                      | 25,12    | Bartosz Kizierowski · Polska                                                            | 25,52    |
| Mężczyźni 100 m     | Stev Theloke · Niemcy                                                                         | 54,42    | Markus Rogan · Austria                                                     | 54,54    | Pierre Roger · Francja                                                                  | 54,89    |
| Mężczyźni 200 m     | Gordan Kožulj · Chorwacja                                                                     | 1:58,70  | Markus Rogan · Austria                                                     | 1:58,83  | Emanuele Merisi · Włochy                                                                | 1:59,17  |
| Styl klasyczny      |                                                                                               |          |                                                                            |          |                                                                                         |          |
| Mężczyźni 50 m      | Ołeh Lisohor · Ukraina                                                                        | 27,18    | Mihály Flaskay · Węgry                                                     | 27,51    | Károly Güttler · Węgry                                                                  | 27,85    |
| Mężczyźni 100 m     | Ołeh Lisohor · Ukraina                                                                        | 1:00,29  | Roman Słudnow · Rosja                                                      | 1:00,72  | Hugues Duboscq · Francja                                                                | 1:01,04  |
| Mężczyźni 200 m     | Davide Rummolo · Włochy                                                                       | 2:11,37  | Yohan Bernard · Francja                                                    | 2:11,77  | Roman Słudnow · Rosja                                                                   | 2:11,81  |
| Styl motylkowy      |                                                                                               |          |                                                                            |          |                                                                                         |          |
| Mężczyźni 50 m      | Jere Hård · Finlandia                                                                         | 23,50    | Thomas Rupprath · Niemcy                                                   | 23,78    | Lars Frölander · Szwecja                                                                | 23,85    |
| Mężczyźni 100 m     | Thomas Rupprath · Niemcy                                                                      | 51,94    | Andrij Serdinow · Ukraina                                                  | 52,17    | Denys Syłantiew · Ukraina                                                               | 52,36    |
| Mężczyźni 200 m     | Franck Esposito · Francja                                                                     | 1:55,18  | Denys Syłantiew · Ukraina                                                  | 1:55,42  | Anatolij Poliakow · Rosja                                                               | 1:55,62  |
| Styl zmienny        |                                                                                               |          |                                                                            |          |                                                                                         |          |
| Mężczyźni 200 m     | Jani Sievinen · Finlandia                                                                     | 1:59,30  | Alessio Boggiatto · Włochy                                                 | 1:59,83  | Markus Rogan · Austria                                                                  | 2:00,50  |
| Mężczyźni 400 m     | Alessio Boggiatto · Włochy                                                                    | 4:13,19  | István Batházi · Węgry                                                     | 4:17,33  | Nicolas Rostoucher · Francja                                                            | 4:19,19  |
| Styl dowolny        |                                                                                               |          |                                                                            |          |                                                                                         |          |
| Mężczyźni 4 × 100 m | Lars Conrad · Stefan Herbst · Thorsten Spanneberg · Stephan Kunzelmann · Niemcy               | 3:17,67  | Erik la Fleur · Stefan Nystrand · Lars Frölander · Mattias Ohlin · Szwecja | 3:17,75  | Lorenzo Vismara · Christian Galenda · Michele Scarica · Simone Cercato · Włochy         | 3:18,20  |
| Mężczyźni 4 × 200 m | Emiliano Brembilla · Mateo Pelliciari · Federico Cappellazzo · Massimiliano Rosolino · Włochy | 7:12,18  | Moritz Zimmer · Stefan Pohl · Lars Conrad · Stefan Herbst · Niemcy         | 7:17,59  | Athanasios Oikonomou · Nicolas Xylouris · Ioanis Kokkodis · Spiridon Giannotis · Grecja | 7:20,67  |
| Styl zmienny        |                                                                                               |          |                                                                            |          |                                                                                         |          |
| Mężczyźni 4 × 100 m | Jewgienij Alekin · Roman Słudnow · Igor Marczenko · Aleksandr Popow · Rosja                   | 3:36,21  | Pierre Roger · Hugues Duboscq · Franck Esposito · Romain Barnier · Francja | 3:36,55  | Stev Theloke · Jens Kruppa · Thomas Rupprath · Stefan Herbst · Niemcy                   | 3:37,05  |

## Otwarty akwen

### Rezultaty
| Konkurencja:    | Złoto:                    | Punkty    | Srebro:                     | Punkty    | Brąz:                    | Punkty    |
| Mężczyźni 5 km  | Luca Baldini · Włochy     | 55:35,6   | Thomas Lurz · Niemcy        | 56:24,5   | Stefano Rubaudo · Włochy | 56:26,9   |
| Mężczyźni 10 km | Władimir Diatczin · Rosja | 1:55:27,9 | Jewgienij Koszkarow · Rosja | 1:55:29,9 | Luca Baldini · Włochy    | 1:56:04,2 |
| Mężczyźni 25 km | Jurij Kudinow · Rosja     | 5:09:47,4 | Gilles Rondy · Francja      | 5:18:02,0 | David Meca · Hiszpania   | 5:18:27,1 |

### Kobiety
| Konkurencja:      | Złoto:                                                                              | Czas    | Srebro:                                                                                  | Czas    | Brąz:                                                                                | Czas    |
| Styl dowolny      |                                                                                     |         |                                                                                          |         |                                                                                      |         |
| Kobiety 50 m      | Therese Alshammar · Szwecja                                                         | 24,84   | Martina Moravcová · Słowacja                                                             | 25,09   | Alaksandra Hierasimienia · Białoruś                                                  | 25,24   |
| Kobiety 100 m     | Franziska van Almsick · Niemcy                                                      | 54,39   | Martina Moravcová · Słowacja                                                             | 54,61   | Jelena Popczienko · Białoruś                                                         | 54,62   |
| Kobiety 200 m     | Franziska van Almsick · Niemcy                                                      | 1:56,64 | Camelia Potec · Rumunia                                                                  | 1:57,80 | Jelena Popczienko · Białoruś                                                         | 1:58,91 |
| Kobiety 400 m     | Jana Kłoczkowa · Ukraina                                                            | 4:07,10 | Éva Risztov · Węgry                                                                      | 4:07,24 | Camelia Potec · Rumunia                                                              | 4:09,49 |
| Kobiety 800 m     | Jana Henke · Niemcy                                                                 | 8:23,83 | Éva Risztov · Węgry                                                                      | 8:28,06 | Hannah Stockbauer · Niemcy                                                           | 8:30,97 |
| Styl grzbietowy   |                                                                                     |         |                                                                                          |         |                                                                                      |         |
| Kobiety 50 m      | Nna Zhivanevskaya · Hiszpania                                                       | 28,58   | Sandra Völker · Niemcy                                                                   | 28,81   | Alaksandra Hierasimienia · Białoruś                                                  | 28,86   |
| Kobiety 100 m     | Stanisława Komarowa · Rosja                                                         | 1:01,40 | Sandra Völker · Niemcy                                                                   | 1:01,42 | Antje Buschschulte · Niemcy                                                          | 1:01,56 |
| Kobiety 200 m     | Stanisława Komarowa · Rosja                                                         | 2:09,49 | Nina Zhivanevskaya · Hiszpania                                                           | 2:10,27 | Iryna Amszennikowa · Ukraina                                                         | 2:11,59 |
| Styl klasyczny    |                                                                                     |         |                                                                                          |         |                                                                                      |         |
| Kobiety 50 m      | Emma Igelström · Szwecja                                                            | 31,17   | Switłana Bondarenko · Ukraina                                                            | 31,77   | Jelena Bogomazowa · Rosja                                                            | 32,10   |
| Kobiety 100 m     | Emma Igelström · Szwecja                                                            | 1:07,87 | Switłana Bondarenko · Ukraina                                                            | 1:09,28 | Jelena Bogomazowa · Rosja                                                            | 1:09,53 |
| Kobiety 200 m     | Mirna Jukić · Austria                                                               | 2:25,83 | Anne Poleska · Niemcy                                                                    | 2:27,37 | Emma Igelström · Szwecja                                                             | 2:27,61 |
| Styl motylkowy    |                                                                                     |         |                                                                                          |         |                                                                                      |         |
| Kobiety 50 m      | Anna-Karin Kammerling · Szwecja                                                     | 25,57   | Daniela Samulski · Niemcy                                                                | 26,86   | Chantal Groot · Holandia                                                             | 26,91   |
| Kobiety 100 m     | Martina Moravcová · Słowacja                                                        | 57,20   | Otylia Jędrzejczak · Polska                                                              | 57,97   | Anna-Karin Kammerling · Szwecja                                                      | 58,94   |
| Kobiety 200 m     | Otylia Jędrzejczak · Polska                                                         | 2:05,78 | Éva Risztov · Węgry                                                                      | 2:08,24 | Annika Mehlhorn · Niemcy                                                             | 2:09,27 |
| Styl zmienny      |                                                                                     |         |                                                                                          |         |                                                                                      |         |
| Kobiety 200 m     | Jana Kłoczkowa · Ukraina                                                            | 2:11,59 | Hanna Szczerba · Białoruś                                                                | 2:13,04 | Alenka Kejžar · Słowenia                                                             | 2:14,24 |
| Kobiety 400 m     | Jana Kłoczkowa · Ukraina                                                            | 4:35,10 | Éva Risztov · Węgry                                                                      | 4:36,17 | Nicole Hetzer · Niemcy                                                               | 4:42,22 |
| Styl dowolny      |                                                                                     |         |                                                                                          |         |                                                                                      |         |
| Kobiety 4 × 100 m | Katrin Meißner · Petra Dallmann · Sandra Völker · Franziska van Almsick · Niemcy    | 3:36,00 | Josefin Lillhage · Johanna Sjöberg · Anna-Karin Kammerling · Therese Alshammar · Szwecja | 3:41,6  | Manon van Rooijen · Marleen Veldhuis · Chantal Groot · Wilma van Hofwegen · Holandia | 3:41,98 |
| Kobiety 4 × 200 m | Petra Dallmann · Alessa Ries · Hannah Stockbauer · Franziska van Almsick · Niemcy   | 7:59,07 | Laura Roca · Melissa Caballero · Erika Villaecija · Tatiana Rouba · Hiszpania            | 8:05,89 | Josefin Lillhage · Johanna Sjöberg · Lisa Wanberg · Ida Mattson · Szwecja            | 8:08,46 |
| Styl zmienny      |                                                                                     |         |                                                                                          |         |                                                                                      |         |
| Kobiety 4 × 100 m | Antje Buschschulte · Simone Weiler · Franziska van Almsick · Sandra Völker · Niemcy | 4:01,54 | Therese Alshammar · Emma Igelström · Anna-Karin Kammerling · Johanna Sjöberg · Szwecja   | 4:06,15 | Iryna Amszennikowa · Switłana Bondarenko · Jana Kłoczkowa · Olha Mukomoł · Ukraina   | 4:06,22 |

## Otwarty akwen

### Rezultaty
| Konkurencja:  | Złoto:                    | Punkty    | Srebro:                    | Punkty    | Brąz:                   | Punkty    |
| Kobiety 5 km  | Viola Vialli · Włochy     | 1:00:25,9 | Hanna Miluska · Szwajcaria | 1:00:27,3 | Madine Pastor · Niemcy  | 1:00:28,3 |
| Kobiety 10 km | Edith van Dijk · Holandia | 2:06:20,3 | Angela Maurer · Niemcy     | 2:06:22,5 | Britta Kamrau · Niemcy  | 2:06:22,7 |
| Kobiety 25 km | Edith van Dijk · Holandia | 5:27:34,0 | Olesia Szałygina · Rosja   | 5:34:47,9 | Natalja Pankina · Rosja | 5:34:51,4 |

## Skoki
| Konkurencja:             | Złoto:                                    | Punkty | Srebro:                                     | Punkty | Brąz:                                                | Punkty |
| Skoki indywidualne       |                                           |        |                                             |        |                                                      |        |
| Mężczyźni 1 m Trampolina | Nicola Marconi · Włochy                   | 390,81 | José Miguel Gil · Hiszpania                 | 385,86 | Christian Löffler · Niemcy                           | 377,94 |
| Kobiety 1 m Trampolina   | Heike Fischer · Niemcy                    | 308,58 | Wiera Iljina · Rosja                        | 307,53 | Natalja Umyskowa · Rosja                             | 285,03 |
| Mężczyźni 3 m Trampolina | Dmitrij Sautin · Rosja                    | 495,45 | Andreas Wels · Niemcy                       | 463,59 | Wasilij Lisowski · Rosja                             | 456,06 |
| Kobiety 3 m Trampolina   | Julija Pachalina · Rosja                  | 329,94 | Ditte Kotzian · Niemcy                      | 319,08 | Conny Schmalfuss · Niemcy                            | 295,29 |
| Mężczyźni 10 m Platforma | Heiko Meyer · Niemcy                      | 492,39 | Imre Lengyel · Węgry                        | 426,27 | Aliaksandr Warłamau · Białoruś                       | 400,62 |
| Kobiety 10 m Platforma   | Anke Piper · Niemcy                       | 337,05 | Tania Cagnotto · Włochy                     | 331,32 | Olha Leonowa · Ukraina                               | 321,93 |
| Skoki synchroniczne      |                                           |        |                                             |        |                                                      |        |
| Mężczyźni 3 m Trampolina | Dmitrij Bajbakow · Dmitrij Sautin · Rosja | 360,33 | Tobias Schellenberg · Andreas Wels · Niemcy | 350,25 | Nicola Marconi · Tommaso Marconi · Włochy            | 330,51 |
| Kobiety 3 m Trampolina   | Ditte Kotzian · Conny Schmalfuss · Niemcy | 308,76 | Wiera Iljina · Julija Pachalina · Rosja     | 302,64 | Tania Cagnotto · Maria Marconi · Włochy              | 268,98 |
| Mężczyźni 10 m Platforma | Roman Wołodkow · Anton Zacharow · Ukraina | 340,20 | András Hajnal · Imre Lengyel · Węgry        | 315,06 | Andriej Mamontow · Aliaksandr Warłamau · Białoruś    | 300,36 |
| Kobiety 10 m Platforma   | Anne Gamm · Ditte Kotzian · Niemcy        | 309,78 | Olha Leonowa · Ołena Żupina · Ukraina       | 284,97 | Jewgienija Olszewska · Swietłana Timoszynina · Rosja | 283,02 |

## Synchronizacja

### Rezultaty
| Konkurencja: | Złoto:                                             | Punkty | Srebro:                                   | Punkty | Brąz:                                   | Punkty |
| Solo         | Virginie Dedieu · Francja                          | 99,100 | Anastasija Dawydowa · Rosja               | 97,900 | Gemma Mengual · Hiszpania               | 97,100 |
| Dwójki       | Anastasija Dawydowa · Anastasija Jermakowa · Rosja | 99,300 | Gemma Mengual · Paola Tirados · Hiszpania | 97,900 | Virginie Dedieu · Myriam Glez · Francja | 96,600 |
| Drużynowo    | Rosja · Rosja                                      | 99,000 | Hiszpania · Hiszpania                     | 98,100 | Włochy · Włochy                         | 96,400 |

## Klasyfikacja medalowa
| Klasyfikacja medalowa |            |    |    |   |     |
| Lp.                   | Państwo    | Z  | S  | B | R-m |
| 1                     | Niemcy     | 15 | 11 | 9 | 35  |
| 2                     | Rosja      | 11 | 9  | 8 | 28  |
| 3                     | Włochy     | 7  | 5  | 8 | 20  |
| 4                     | Ukraina    | 6  | 5  | 6 | 17  |
| 5                     | Szwecja    | 4  | 3  | 4 | 11  |
| 6                     | Holandia   | 4  | 0  | 2 | 6   |
| 7                     | Francja    | 2  | 3  | 4 | 9   |
| 8                     | Polska     | 2  | 1  | 1 | 4   |
| 9                     | Finlandia  | 2  | 0  | 0 | 2   |
| 10                    | Hiszpania  | 1  | 5  | 2 | 8   |
| 11                    | Austria    | 1  | 2  | 1 | 4   |
| 11                    | Słowacja   | 1  | 2  | 0 | 3   |
| 13                    | Chorwacja  | 1  | 0  | 1 | 2   |
| 14                    | Węgry      | 0  | 8  | 1 | 9   |
| 14                    | Białoruś   | 0  | 1  | 6 | 7   |
| 16                    | Rumunia    | 0  | 1  | 2 | 3   |
| 17                    | Szwajcaria | 0  | 1  | 0 | 1   |
| 18                    | Grecja     | 0  | 0  | 1 | 1   |
| 18                    | Słowenia   | 0  | 0  | 1 | 1   |